# Papieska elekcja 1138 (antypapież Wiktor IV)
Papieska elekcja 1138 – wybór antypapieża Wiktora IV na następcę Anakleta II, dokonany około połowy marca 1138.

## Śmierć Anakleta II
Antypapież Anaklet II został wybrany podczas elekcji w lutym 1130 w opozycji do Innocentego II (1130-1143). Wynikła z tego schizma rozwijała się dla niego niepomyślnie. Większość Europy uznała Innocentego II, a stosunkowo nieliczny obóz zwolenników Anakleta II stopniowo się wykruszał, choć niemal do samego końca antypapież był w stanie rezydować w Rzymie. Jednak dzięki pomocy cesarza Lotara III, w listopadzie 1137 Innocenty II wkroczył do Rzymu; pod kontrolą Anakleta II pozostał jedynie Watykan z bazyliką św. Piotra. Na przełomie 1137/38, pod wpływem Bernarda z Clairvaux Innocentego II uznał powszechnie szanowny kanonista, kardynał Pietro Pisano, dotąd wierny stronnik Anakleta II. Krótko po tym wydarzeniu, Anaklet II zmarł nagle 25 stycznia 1138 w Rzymie. Jego zgon przyspieszył koniec trwającej już prawie osiem lat schizmy.

## Wybór Wiktora IV
Śmierć Anakleta II sama w sobie nie oznaczała jeszcze końca schizmy. Blisko dwa miesiące po jego zgonie wierni mu kardynałowie zdołali się zebrać w Rzymie i wyłonić jego następcę. Został nim kardynał Gregorio de Ceccano, prawdopodobnie najstarszy (przynajmniej pod względem stażu) spośród nich, który przyjął imię Wiktor IV. Nie są znane żadne szczegóły dotyczące przebiegu obrad, ani nawet ich dokładna data. Kroniki wskazują jedynie na połowę marca 1138.

## Elektorzy Wiktora IV
Nie jest znana lista wyborców Wiktora IV. Na podstawie analizy podpisów na bullach papieskich można jedynie w przybliżeniu zrekonstruować listę około 20 kardynałów, którzy w styczniu 1138 pozostawali wierni antypapieżowi. Było wśród ośmiu kardynałów mianowanych jeszcze przed schizmą, w tym czterech nominatów Paschalisa II, trzech Kaliksta II oraz jeden nominat Honoriusza II. Co najmniej dwóch spośród nich było niemal na pewno nieobecnych, gdyż pełnili funkcje opatów benedyktyńskich klasztorów na południu Włoch i nie byli notowani w kurii antypapieża w Rzymie. Kardynał Desiderio z S. Prassede najpewniej również nie uczestniczył w elekcji, gdyż już w kwietniu 1138 podpisywał bulle Innocentego II, zatem najpewniej niezwłocznie po śmierci Anakleta II podporządkował się jego rywalowi. Pozostałych siedemnastu mogło uczestniczyć w wyborze Wiktora IV.
- Gilles OSBCluny (nominacja 10 marca 1123) – kardynał biskup Tusculum; prymas Kolegium Kardynalskiego
- Jan (24 maja 1130) — kardynał biskup Palestriny
- Jan (1134) — kardynał biskup Porto
- Gregorio de Ceccano (1102) – kardynał prezbiter Ss. XII Apostoli; protoprezbiter Kolegium Kardynalskiego
- Piotr (12 czerwca 1120) – kardynał prezbiter S. Marcello
- Crescenzio di Anagni (1117) – kardynał prezbiter Ss. Marcellino e Pietro
- Grzegorz (21 lutego 1125) – kardynał prezbiter S. Balbina
- Mateusz (10 marca 1123) – kardynał prezbiter S. Pietro in Vincoli; kanclerz Świętego Kościoła Rzymskiego
- Amat (1131) — kardynał prezbiter S. Eusebio
- Mateusz (20 grudnia 1130) — kardynał prezbiter Ss. Silvestro e Martino
- Amat (6 marca 1137) — kardynał prezbiter S. Sabina
- Silvio (22 lutego 1130) — kardynał diakon S. Lucia in Septisolio; protodiakon Kolegium Kardynalskiego
- Herman (22 lutego 1130) — kardynał diakon S. Angelo in Pescheria
- Roman (22 lutego 1130) — kardynał diakon S. Adriano
- Grzegorz (22 lutego 1130) — kardynał diakon S. Maria in Aquiro
- Pandolfo (20 grudnia 1130) — kardynał diakon Ss. Cosma e Damiano in Mica Aurea
- Rainald (1131) — kardynał diakon Ss. Vito e Modesto

### Prawdopodobnie nieobecni
- Desiderio (1115) – kardynał prezbiter S. Prassede
- Amico OSB (1117) – kardynał prezbiter Ss. Nereo ed Achilleo; opat S. Vincenzo al Volturno
- Benedetto OSB (1135) — kardynał prezbiter Ss. IV Coronati; opat S. Pietro di Terra Maggiore

## Koniec schizmy
Pontyfikat Wiktora IV trwał bardzo krótko. Pod wpływem Bernarda z Clairvaux, 29 maja 1138 Wiktor IV i jego kardynałowie podporządkowali się Innocentemu II. Innocenty II nie uznał promocji kardynalskich dokonanych przez Anakleta II. Przyjął natomiast do swojej kurii tych jego kardynałów, którzy mianowani zostali jeszcze przed schizmą, nie wyłączając samego Wiktora IV, który powrócił do swego dawnego imienia Gregorio da Ceccano. Łaska zwycięzcy trwała jednak krótko. Obradujący w kwietniu 1139 Sobór Laterański II, wbrew protestom Bernarda z Clairvaux, ogłosił złożenie z urzędu prawie wszystkich byłych stronników antypapieża.